# Palmeros de Chacao
Los Palmeros de Chacao es una antigua cofradía venezolana que data del siglo XVIII. Fueron declarados Bien Cultural de la Nación.

## Historia
Cerca de la Semana Santa de 1776 hubo una epidemia de fiebre amarilla en Caracas que diezmó a la mitad de la población. El párroco de la ciudad, José Antonio Mohedano, pidió a Dios clemencia para los sobrevivientes y le prometió que antes de cada Semana Santa buscarían en El Ávila palmas reales para evocar el pasaje bíblico de la entrada de Jesús a Jerusalén. La peste pasó y quedó la promesa del párroco que se hizo tradición.
Todos los años los cofrades suben a la montaña en viernes antes del Domingo de Ramos y recolectan las ramas de la palma real. Las palmas son recogidas en el sector llamado la "Cueva de los Palmeros", subiendo por Sabas Nieves. Duermen en El Ávila y bajan el sábado en la mañana cargando las palmas. Estas espigas son llevadas a la iglesia de la Plaza Bolívar del Municipio Chacao, para ser bendecidas en la misa del Domingo de Ramos y posteriormente repartidas entre los fieles asistentes.

## Palmeros
Ser palmero es una tradición familiar, los padres inician a sus hijos en esta cofradía.
La edad de ingreso a los palmeros de Chacao oscila entre los 4 y 5 años, los «palmeritos», y están en la cofradía hasta más de los 80 años.